# تقنية النضج
تقنية نضج النباتات هي تقنية أنشئت في جامعة أريزونا إذ أنها تكشف عن إنتاج الإثيلين وهو هرمون النضج الطبيعي، وتبين وجود الإثيلين عن طريق ملصق تغيير اللون الذي يتغير فيه اللون من الأبيض إلى الأزرق. ويشار إليه عادة باسم  «ملصق النضوج».
أنشئت هذه التقنية في مختبر الدكتوراة مارك رايلي بسبب التطورات الكبيرة التي أنجزها دومنييك ديسياني. وبالاشتراك مع برنامج ماجواير لريادة الأعمال في كلية إيلر للإدارة تطورت هذه التقنية لتصبح عملا قابلا للاستمرار للمساعدة في صناعات التفاح والكمثرى في جهودهم لتحسين كفاءتهم من خلال دمج هذه التقنية في عملياتهم القديمة. وبالإضافة إلى هذا فإن هذه التقنية لديها إمكانية تسريع نضج ثمار أخرى ينبعث منها الإيثيلين لكي تنضج.
وقد حصلت هذه التقنية على جائزة أريزونا السنوية  للابتكار وقدمت حاكمة ولاية أريزونا جانيت بابولينانو الجائزة للجامعة.
وفي مسابقة خطة العمل في برنامج ماجواير لريادة الأعمال في جامعة أريزونا على المستوى الوطني فاز فريق تطوير الأعمال لمرحلة البكالوريوس الذي طور تقنية نضج النباتات على أعلى درجات التقدير.

## روابط اضافية
- http://www.usatoday.com/tech/science/2006-07-27-ripeness-sticker_x.htm